# Produkthaftungsgesetz (Deutschland)
Das Produkthaftungsgesetz (Gesetz über die Haftung für fehlerhafte Produkte – ProdHaftG) vom 15. Dezember 1989 (BGBl. I S. 2198) regelt in Deutschland die Haftung eines Herstellers bei fehlerhaften Produkten. Darunter versteht das Gesetz alle beweglichen Sachen, auch wenn sie einen Teil einer anderen beweglichen Sache oder einer unbeweglichen Sache bilden sowie Elektrizität. Ausgenommen vom Produkthaftungsgesetz sind Human-Arzneimittel, die das Arzneimittelgesetz regelt.

## Geschichte
In Artikel 19 Abs. 1 der EG-Richtlinie 85/374/EWG war als Frist für das Erlassen nationalen Rechts zur Umsetzung ein Zeitrahmen von drei Jahren ab Bekanntgabe festgesetzt worden. Die Bekanntgabe fand am 7. August 1985 statt. Erst mit über einem Jahr Verspätung wurde am 15. Dezember 1989 das Produkthaftungsgesetz erlassen.